# Novi Dunav
Novi Dunav (njem. Neue Donau) bočni je kanal na istočnoj strani Dunava u Beču. Njegovo umjetno stvoreno korito teče paralelno s prirodnim tokom rijeke, a svrha mu je rasterećenje visokog vodostaja tijekom poplava zadržavanjem viška vode. Njegova je gradnja trajala od 1972. do 1988. Donauinsel (Dunavski otok) je dugačak umjetni otok izgrađen nasipavanjem materijala iz građevinskog iskopa i odvaja novonastali kanal od glavnog korita rijeke. Program Ujedinjenih naroda za ljudska naselja (UN-HABITAT) nazvao je ovaj projekt "prvim uistinu višenamjenskim i potpuno održivim programom zaštite od poplava".
Novi Dunav teče paralelno s rijekom oko 21 kilometar duž cijelog bečkog metropolitanskog područja. Odvaja se od glavnog korita Dunava u Langenzersdorfu u Donjoj Austriji (sjeverozapadno od grada), teče kroz 21. okrug i ponovno se ulijeva u Dunav u Nacionalnom parku Dunav-Auen u 22. okrugu (na jugoistoku). Kanal je širok oko 150 metara, a širina Dunavskog otoka varira između 70 i 210 metara ovisno o vodostaju. Sadašnji tok Novog Dunava i područje Dunavskog otoka u prošlosti su bili velika površina naplavnog područja nezahvaćenog urbanizacijom kao prvi pokušaj upravljanja poplavama Dunava od 1868. do 1975. Lijeva, sjeverna obala Novog Dunava zaštićena je branom Hubertus (zaštitna brana Marchfeld), dovršenom 1875. godine.
Nakon katastrofalnih poplava u Beču 1954. godine, usuglašen je novi plan za reguliranje toka Dunava koji je predviđao izgradnju kanala za dreniranje viška vode i dugog umjetnog otoka koji će odvajati novoizgrađeni kanal od glavnog korita rijeke. Gradnja je započela 1972., a dovršena je tek 1988. godine.
Na početku Novog Dunava nalazi se brana poznata kao utočna građevina (njem. Einlaufbauwerk), koja je inače zatvorena, što Novi Dunav čini mirnom vodenom površinom. Kad vodostaj Dunava naraste, brana se otvara kako bi se smanjio porast vodostaja u glavnom koritu rijeke i spriječila poplava visokourbaniziranog područja. Tada se obično zabranjuje kupanje u Novom Dunavu što zna trajati i nekoliko tjedana, dok se kvaliteta vode ne poboljša. Neposredno prije mosta Prater i na razini naftnog terminala Lobau nalaze se još dvije brane: Weir 1 i Weir 2, otprilike 1,5 kilometra prije nego što se Novi Dunav ponovno spoji s glavnim koritom Dunava
Do Novog Dunava moguće je doći U-Bahn linijama U6 (stanica Neue Donau), U1 (stanica Donauinsel) i U2 (stanica Donaustadtbrücke), tramvajskom linijom 31 preko mosta Floridsdorf, te raznim linijama gradskog autobusa. Njegov ravni tok prikladan je za natjecanja u veslanju. U rujnu 2009. održana je Svjetska regata veslanja.  Na Novom Dunavu izgrađen je i ski lift. Najpoznatiji dio obale je Copa Cagrana, pored Reichsbrückea. Privatni motorni čamci nisu dopušteni na Novom Dunavu.

## Vanjske poveznice
- Zemljvid Novog Dunava i Dunavskog otoka, Grad Beč (njem.), pristupljeno 4. travnja 2022.